# Coppa Italia 2014-2015 - fase finale (calcio femminile)
Questa voce raccoglie un approfondimento sulle gare della fase finale dell'edizione 2014-2015 della Coppa Italia di calcio femminile.

## Sedicesimi di finale
Tutte le gare si sono svolte il 28 settembre 2014.
| Squadra 1          | Risultato | Squadra 2     |
| ------------------ | --------- | ------------- |
| Amicizia Lagaccio  | 6-4 (dcr) | Cuneo         |
| Real Meda          | 3-5 (dcr) | Alba          |
| Inter Milano       | 2-1       | Como 2000     |
| Atletico Oristano  | 0-4       | Torres        |
| Orobica            | 0-2       | Mozzanica     |
| AGSM Verona        | 17-0      | Brixen OBI    |
| Marcon             | 3-1       | Südtirol      |
| Trevignano         | 0-3       | Reggiana      |
| Riviera di Romagna | 6-0       | Pordenone     |
| Castelfranco       | 2-3       | Firenze       |
| Res Roma           | 2-0       | Grifo Perugia |
| Pink Sport Time    | 2-0       | Chieti        |
| Domina Neapolis    | 3-0       | Napoli        |
| Ludos Palermo      | 0-5       | Acese         |

### Tabellini
| Arbitro: | Bergamin (Castelfranco Veneto) |

|  |           |                   |
|  | Marcatori | 39’, 55’ Giacinti |

| Arbitro: | Mezzalira (Varese) |

|                                         |                      |                                 |
| Baghino 16’ Nietante 44’                | Marcatori            | 35’ Errico 51’ Pesce            |
| Nietante Beltrandi De Luca Merler Nasso | Tiri di rigore 5 – 3 | Errico Franco Belfanti Armitano |

| Arbitro: | Borca (Torino) |

|                |           |              |
| Velati 7’, 36’ | Marcatori | 8’ Cascarano |

| Arbitro: | Raus (Brescia) |

|  |           |                                              |
|  | Marcatori | 40’ Galli 47’, 75’ Domenichetti 57’ Flaviano |

| Arbitro: | Di Noia (Modena) |

| |           |  |
| Panico 2’, 8’, 20’, 47’, 77’, 92’ Ledri 13’, 84’ Fuselli 15’ Di Criscio 22’ Sipos 45’ Gelmetti 52’, 67’ Maendly 56’ Bonetti 56’ (rig.) Ramera 82’ Baldo 91’ | Marcatori |  |

| Arbitro: | Carmine Luciano (Bologna) |

|                                |           |                 |
| Battaiotto 23’, 46’ Cerina 35’ | Marcatori | 39’ M. Brunello |

| Arbitro: | Ferro (Latisana) |

|  |           |                                          |
|  | Marcatori | 24’ Orlandini 59’ Poluzzi 67’ Castagneti |

| Arbitro: | Paggiola (Legnago) |

|                                                                        |           |  |
| Caccamo 38’, 82’ Pugnali 51’, 71’ Petralia 84’ (rig.) Perin 90’ (aut.) | Marcatori |  |

| Arbitro: | Repetto (Chiavari) |

|                             |           |                                             |
| Acuti 51’ Prugna 53’ (rig.) | Marcatori | 15’ (rig.) Guagni 46’ Razzolini 60’ Orlandi |

| Arbitro: | Pagano (Torre Annunziata) |

|                |           |  |
| Pirone 9’, 76’ | Marcatori |  |

| Arbitro: | Balbi (Avellino) |

|                       |           |  |
| Ceci 10’ Paolillo 85’ | Marcatori |  |

| Arbitro: | Ragone (Ciampino) |

|                                 |           |  |
| Ceccarelli 23’ Diodato 63’, 74’ | Marcatori |  |

| Arbitro: | Sanzo (Agrigento) |

|  |           |                                               |
|  | Marcatori | 20’, 66’ Privitera 17’, 83’ Piro 69’ Giuliano |

| Arbitro: | Barbolini (Modena) |

|                            |                      |                             |
| Greppi 2’ (aut.)           | Marcatori            | 31’ Barberis                |
| De Luca Tchetchoua Nouossa | Tiri di rigore 2 – 4 | Luciano Greppi Massa Pisano |

## Ottavi di finale
Le gare, previste il 6 gennaio 2015, si sono svolte tutte tranne Acese-Domina Neapolis per rinvio. Dove necessari, i sorteggi si sono svolti il 10 ottobre alle ore 12.00
| Squadra 1         | Risultato | Squadra 2          |
| ----------------- | --------- | ------------------ |
| Amicizia Lagaccio | 1-6       | Inter Milano       |
| Alba              | 0-6       | Brescia            |
| Torres            | 1-4       | Mozzanica          |
| Reggiana          | 0-5       | AGSM Verona        |
| Marcon            | 1-8       | Tavagnacco         |
| Firenze           | 1-3       | Riviera di Romagna |
| Res Roma          | 1-0       | Pink Sport Time    |
| Acese             | a tav.    | Domina Neapolis    |

### Tabellini
| Arbitro: | Paoletti (La Spezia) |

|            |           |                                                                        |
| Figone 10’ | Marcatori | 45’ Pedrazzani 51’ Coppola 63’ Abati 75’, rig.’, 88’ Baresi 82’ Velati |

| Arbitro: | Fantino (Nichelino) |

|  |           |                                             |
|  | Marcatori | 7’, 9’, 35’ Bonansea 45’, 69’, 71’ Sabatino |

| Arbitro: | Fele (Nuoro) |

|          |           |                                             |
| Tona 21’ | Marcatori | 12’ Mason 42’, 74’ Scarpellini 89’ Giacinti |

| Arbitro: | Abagnale (Parma) |

|  |           |                                             |
|  | Marcatori | 6’, 51’, 68’ Panico 69’ Gelmetti 79’ Ramera |

| Arbitro: | Panozzo (Castelfranco Veneto) |

|                |           | |
| Battaiotto 35’ | Marcatori | 23’, 52’ Camporese 27’ Parisi 33’ (aut.) Sabbadin 47’ Brumana 60’ Zuliani 78’ (aut.) Bertoldo 85’ Del Stabile |

| Arbitro: | Spataru (Siena) |

|               |           |                                |
| Vigilucci 49’ | Marcatori | 64’, 90+1’ Caccamo 74’ Baldini |

| Arbitro: | Centi (Viterbo) |

|               |           |  |
| Simonetti 83’ | Marcatori |  |

| Aci Catena 6 gennaio 2015, ore 15.00 Partita annullata | Acese | - – - | Domina Neapolis | Stadio Polivalente |

## Quarti di finale
I campi sono stati sorteggiati il 26 gennaio 2015 alle 14 a Milano presso la sede del Comitato Regionale Lombardia in occasione della riunione delle Società del Dipartimento Calcio Femminile, dopo che inizialmente sarebbero dovuti essere sorteggiati il 19 gennaio alle 14 a Roma presso la sede del Dipartimento Calcio Femminile.
| Squadra 1          | Risultato       | Squadra 2    |
| ------------------ | --------------- | ------------ |
| Inter Milano       | 0 - 5           | Brescia      |
| Mozzanica          | 1 - 0           | Verona Women |
| Riviera di Romagna | 1 - 1 (2-4 dcr) | Tavagnacco   |
| Res Roma           | 3 - 0           | Acese        |

### Tabellini
| Mozzanica 4 aprile 2015                        | Mozzanica | 1 – 0 referto | AGSM Verona | Stadio Comunale |
| \| \| \| \| \| Giacinti 57’ \| Marcatori \| \| |           |               |             |                 |
|                                                |           |               |             |                 |
| Giacinti 57’                                   | Marcatori |               |             |                 |

| Milano Marittima 6 gennaio 2015, ore 14:30 UTC+1 | Riviera di Romagna   | 1 – 1 (d.t.s.) referto            | Graphistudio Tavagnacco | Stadio Germano Todoli |
| \| \| \| \| \| Caccamo 63’ \| Marcatori \| 82’ Brumana \| \| Caccamo Pastore Ugolini Baldini \| Tiri di rigore 2 – 4 \| Brumana Parisi Martinelli Tuttino \| |                      |                                   |                         |                       |
| |                      |                                   |                         |                       |
| Caccamo 63’ | Marcatori            | 82’ Brumana                       |                         |                       |
| Caccamo Pastore Ugolini Baldini | Tiri di rigore 2 – 4 | Brumana Parisi Martinelli Tuttino |                         |                       |

## Semifinali
Il sorteggio dei campi è avvenuto il 6 maggio 2015 presso i locali del Dipartimento Calcio Femminile di Roma.
| Squadra 1  | Risultato | Squadra 2 |
| ---------- | --------- | --------- |
| Brescia    | 5 - 0     | Mozzanica |
| Tavagnacco | 1 - 0     | Res Roma  |

### Tabellini
| Arbitro: | Emilio Zanotti (Pavia) |

|                                                |           |  |
| Bonansea 8’, 19’ Girelli 11’, 49’ Sabatino 73’ | Marcatori |  |

| Arbitro: | Giulio Bonaldo (Conegliano) |

|             |           |  |
| Brumana 73’ | Marcatori |  |

## Finale
| Arbitro: | Ilaria Bianchini (Terni) |

|                                                   |           |  |
| Sabatino 6’ Girelli 27’ Rosucci 63’ Tarenzi 90+3’ | Marcatori |  |

| Brescia | Tavagnacco |

## Formazioni
| Brescia          |    |                    |             |
|                  |    |                    |             |
| P                | 1  | Chiara Marchitelli |             |
| D                | 3  | Roberta D'Adda     | 78’         |
| D                | 4  | Elisa Zizioli      | Ammonizione |
| D                | 5  | Elena Linari       |             |
| C                | 2  | Giulia Nasuti      |             |
| C                | 6  | Martina Rosucci    | Ammonizione |
| C                | 7  | Valentina Cernoia  |             |
| C                | 8  | Lisa Alborghetti   |             |
| C                | 9  | Daniela Sabatino   | 68’         |
| A                | 10 | Cristiana Girelli  | 81’         |
| A                | 11 | Barbara Bonansea   |             |
| A disposizione:  |    |                    |             |
| P                | 12 | Camelia Ceasar     |             |
| D                | 13 | Lisa Boattin       |             |
| C                | 14 | Eleonora Prost     |             |
| D                | 15 | Maria Karlsson     | 78’         |
| A                | 17 | Stefania Tarenzi   | 68’         |
| D                | 19 | Stefania Zanoletti |             |
| C                | 20 | Fabiana Costi      | 81’         |
| Allenatore:      |    |                    |             |
| Milena Bertolini |    |                    |             |

| Tavagnacco      |    |                     |             |
|                 |    |                     |             |
| P               | 1  | Stefania Blancuzzi  |             |
| D               | 5  | Nenè Nhaga Bissoli  |             |
| D               | 3  | Gloria Frizza       | 78’         |
| D               | 4  | Alessia Tuttino     | 61’         |
| D               | 2  | Ambra Pochero       | Ammonizione |
| C               | 6  | Michela Martinelli  |             |
| C               | 10 | Chiara Cecotti      |             |
| C               | 8  | Alice Parisi        | Ammonizione |
| A               | 7  | Paola Brumana       | 76’         |
| A               | 9  | Erika Lauriola      |             |
| A               | 11 | Maria Zuliani       | 89’         |
| A disposizione: |    |                     |             |
| P               | 12 | Matilde Copetti     |             |
| D               | 13 | Francesca Nobile    |             |
| D               | 14 | Rachel Adjei Mensah | 75’         |
| C               | 15 | Rachele Minutello   | 89’         |
| C               | 16 | Sara Veritti        |             |
| A               | 17 | Federica Veritti    |             |
| A               | 18 | Sofia Del Stabile   | 61’         |
| Allenatore:     |    |                     |             |
| Sara Di Filippo |    |                     |             |